# Guerí I d'Alvèrnia
Guerí o Warin (vers 760 - després de 819) fou comte d'Alvèrnia, de Chalon, de Mâcon i de Borgonya. Apareix esmentat a vegades com a Guerí de Vergy.

## Biografia
És el suposat fill o net d'Adalard, comte de Chalon que apareix el 761 quan defensava Chalon-sur-Saône contra Waifré, duc d'Aquitània. i el 765 lluitant altre cop contra Waifré.
Es va casar amb Albana el 778. Era comte de Chalon per herència i va esdevenir comte d'Alvèrnia el 818, per donació de Lluís I el Pietós, la qual cosa fa suposar que Albana era la filla d'Icterí, comte d'Alvèrnia fins vers 818. L'esmenten els Annals d'Einhard i la Vita Hludovici el 819 combatent contra el duc gascó Llop III Centul al que hauria derrotat.
El 825 o 826 va rebre la propietat del poble de Cluny d'Hildebald (o Hildebold), bisbe de Mâcon.
Estava casat amb Albana o Ava i segons els diversos autors, hauria mort el 819 o el 856, i fins i tot més tard (però hi podria haver confusió amb el seu fill homònim). L'existència d'un fill apareix com a incompatible amb la seva retirada al monestir de Cluny vers 834 (per manca de descendència), que també esmenten les fonts.

## Descendència
Hauria tingut per descendència:
- Guérí II († 853). Probablement no fou el seu fill amb Albana, ja que no va heretar el comtat d'Alvèrnia i en canvi sí que fou comte de Chalon i va rebre els comtats de Mâcon, d'Autun i de Borgonya. Podria ser d'un primer matrimoni de Guerí amb una dama desconeguda. Va agafar el partit de Lotari I i va perdre els seus honors dels quals fou desposseït per Lluís el Pietós vers 834.[2] Fou restablert en els seus honors vers 839.
- Teodoric († vers 883), comte de Chalon (856). Sembla que seria un personatge diferent al Teodoric IV d'Autun, comte d'Autun (vers 878-879)

Segons certs autors seria igualment el pare d'Ermengarda, que es va casar amb Bernat Plantapilosa, comte d'Alvèrnia (d'altres autors, tals com Lauranson-Rosaz, la consideren filla de Bernat I d'Alvèrnia.